# Jativisión

Jativisión es una corresponsalía de televisión de CentroVisión Yayabo, que trasmite a la ciudad de Jatibonico los viernes a las 6:00 PM. Es corresponsalía que pertenece al Sistema informativo del Instituto Cubano de Radio y Televisión (ICRT).
La corresponsalía comenzó sus emisiones el 11 de noviembre de 2006 con el propósito de dar a conocer la realidad de Jatibonico, su cultura y su sociedad.

En la actualidad la programación de Jativisión puede ser vista en todo el territorio de Jatibonico y poblados aledaños de las provincias Sancti Spíritus y Ciego de Ávila

## Programación

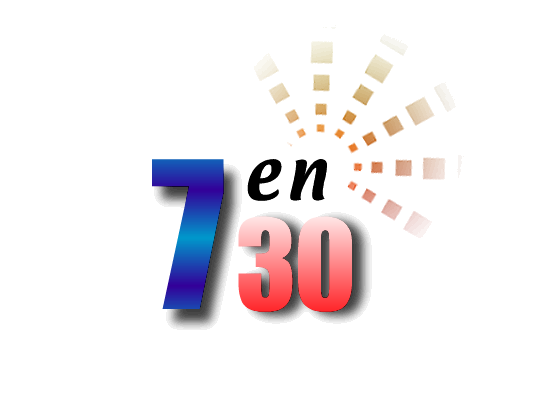
Noticiario 7 en 30

Jativisión posee una programación informativa en lengua española que combina entretenimiento, cultura e información, desde los más variados géneros y que tiene una factura exclusivamente cubana.
 

## Órgano de prensa y servicios especializados
Además de sus trasmisiones televisivas locales y para el Sistema Informativo Jativisión posee un servicio de noticias en línea sobre los principales acontecimientos que ocurren en Jatibonico, el cual puede ser apreciado a través de su página web en las redes sociales.